# 加茂警察署 (新潟県)
加茂警察署（かもけいさつしょ）は、新潟県警察が管轄する警察署の一つである。

## 所在地
- 新潟県加茂市陣ヶ峰6番26号

## 管轄区域
- 加茂市
- 南蒲原郡田上町

## 沿革
- 1875年（明治8年）：三条警察署出張所加茂屯所として発足
- 1954年：加茂警察署となる
- 1973年：現庁舎完成

## 組織
- 警務課
- 会計課
- 生活安全課
- 地域課
- 刑事課
- 交通課
- 警備課

## 交番

### 加茂市
- 加茂駅前交番（加茂市駅前10-1）

### 田上町
- 田上交番（南蒲原郡田上町大字原ケ崎新田1352）

## 駐在所

### 加茂市
- 黒水駐在所（加茂市大字黒水695-15）
- 狭口駐在所（加茂市秋房10-30）
- 下条駐在所（加茂市大字下条甲328-3）
- 加茂新田駐在所（加茂市大字加茂新田8140-1）
- 須田駐在所（加茂市大字後須田667-3）